# Priscilla Del Prete
Priscilla Del Prete (Prato, 25 febbraio 1987) è un'allenatrice di calcio, ex calciatrice ed ex giocatrice di calcio a 5 italiana, di ruolo centrocampista, viceallenatrice del Fiorentina femminile.
Nel calcio femminile a 11 ha ricoperto il ruolo di centrocampista nei numerosi anni di carriera, giocando in Serie A, massimo livello del campionato italiano femminile di calcio, con Agliana, Reggiana, Chiasiellis, Graphistudio Tavagnacco e Firenze.

## Carriera

### Club
Priscilla Del Prete inizia a giocare giovanissima nelle formazioni Primavera di Agliana e Prato, nelle quali riesce a conquistare due scudetti Under-15.
Viene quindi contattata dal Firenze neopromossa in Serie A2. Con la società fiorentina resterà tre stagioni riuscendo, al termine del campionato 2005-2006, a conquistare il passaggio per giocare nella massima serie del campionato italiano.
La stagione del debutto in Serie A tuttavia non è in Viola ma indossando la maglia biancoverde dell'Agliana, società che nell'estate 2006 riesce a convincere Del Prete a tornare come titolare. La società aglianese però al termine del campionato decide di non iscriversi lasciando le proprie giocatrici svincolate.
Nell'estate 2007 la giocatrice riesce ad accordarsi con la Reggiana iniziando un sodalizio che durerà tre anni e frutterà a Del Prete la sua prima Coppa Italia di calcio femminile al termine della stagione 2009-2010.
Fresca di Coppa decide quindi di accasarsi al Chiasiellis con il quale disputerà tre stagioni cogliendo il miglior risultato con il 7º posto conquistato nel campionato 2011-2012.
Nell'estate 2013 firma con il Graphistudio Tavagnacco, società con la quale riesce a conquistare la sua seconda Coppa Italia al termine della stagione 2013-2014.
Al termine della stagione di Serie A 2013-2014 decide di non rinnovare il contratto con la società friulana accordandosi con il Firenze che segna così il ritorno della giocatrice in maglia viola a distanza di otto stagioni. Del Prete veste la maglia del Firenze fino al termine della stagione 2014-2015, siglando 5 reti su 23 presenze in campionato.
Con l'istituzione della Fiorentina Women's nell'estate 2015, che rileva dal Firenze il diritto di iscriversi alla stagione di Serie A 2015-2016, Del Prete è tra le atlete che non vengono confermate dalla nuova società, decide quindi di sposare il progetto del CF Florentia, società iscritta alla Serie C regionale dove confluiscono alcune delle sue ex compagne in maglia viola. Condivide con le compagne il campionato giocato costantemente nelle prime posizioni superando il Pisa, unica squadra capace di impensierirla durante la stagione, e ottenendo al termine della stagione, oltre alla Coppa Toscana, il primo posto nel girone unico e la conseguente promozione in Serie B.

### Nazionale
Del Prete viene selezionata per vestire la maglia della nazionale italiana Under-19, facendo il suo debutto in una competizione ufficiale UEFA il 30 aprile 2005, in occasione della partita vinta fuori casa per 5-0 sulle pari età della Moldavia e valida per il secondo turno di qualificazioni all'edizione 2005 del campionato europeo di categoria.

## Calcio a 5
Nell'estate 2015 Del Prete comunica di aver raggiunto un accordo con l'Isolotto Calcio a 5 Femminile per giocare nella propria formazione l'edizione 2015-2016 della Serie A di categoria.

## Palmarès

### Club
- Coppa Italia: 2

Reggiana: 2009-2010
Tavagnacco: 2013-2014
- Campionato italiano di Serie A2: 1

Firenze: 2005-2006

### Calcio a 5
- Coppa Italia femminile: 1

Isolotto: 2015-2016

### Giovanili
- Campionato Primavera: 2

Under-15: Agliana, Prato